# 1979
1979 (MCMLXXIX) a fost un an obișnuit al calendarului gregorian, care a început într-o zi de luni. A fost desemnat:
- Anul internațional al copilului, de către Națiunile Unite.

## Evenimente

### Ianuarie
- 7 ianuarie: Regimul Khmerii Roșii, condus de Pol Pot, este răsturnat de trupele vietnameze.
- 16 ianuarie: În urma unor puternice manifestații, șahul Mohammad Reza Pahlavi a părăsit Iranul, ceea ce a dus la sfârșitul monarhiei în Iran.

### Februarie
- 1 februarie: Ayatolahul Ruhollah Khomeini s-a întors la Teheran, Iran, după 15 ani de exil.

### Martie
- 8 martie-10 martie: Vizita oficială în România a președintelui Franței, Valéry Giscard d'Estaing.

### Aprilie
- 1 aprilie: Proclamarea Republicii Islamice Iran.
- 4 aprilie: Președintele Zulfikar Ali Bhutto al Pakistanului este executat.
- 11 aprilie: Trupele tanzaniene preiau controlul asupra orașului Kampala, capitala Ugandei; dictatorul ugandez Idi Amin este înlăturat de la putere.

### Mai
- 1 mai: Groenlanda devine provincie autonomă a Regatului Danemarcei.
- 4 mai: Margaret Thatcher a câștigat alegerile din Marea Britanie și a devenit prima femeie prim-ministru din istorie. A deținut această funcție până la 22 noiembrie 1990.
- 9 mai: La cea de-a XII-a ediție a Campionatului european de gimnastică de la Copenhaga, Nadia Comăneci câștigă, pentru a treia oară consecutiv, titlul european absolut și intră în posesia trofeului - performanță unică în istoria competiției.

### Iunie
- 2 iunie: A avut loc prima vizită a unui Papă într-o țară comunistă, vizita Papei Ioan Paul al II-lea în Polonia, țara sa natală.

### Iulie
- 16 iulie: Președintele irakian Hasan al-Bakr demisionează și este înlocuit de vicepreședintele Saddam Hussein.

### Octombrie
- 17 octombrie: Maica Tereza primește Premiul Nobel datorită acțiunilor de sprijinire a săracilor din Calcutta, India.
- 27 octombrie: Sfântul Vincent și Grenadine își câștigă independența.

### Noiembrie
- 4 noiembrie: Criza ostaticilor din Iran: Ambasada americană din Teheran, Iran a fost ocupată de o grupare paramilitară a studenților islamiști, iar numărul ostaticilor s-a ridicat la 90, din care 53 americani. Islamiștii revendicau extrădarea șahului pentru un proces politic, de către SUA. Criza a durat 444 de zile.
- 14 noiembrie: Criza ostaticilor din Iran: Ca răspuns, președintele Jimmy Carter blochează fondurile și bunurile iraniene de pe teritoriul Statelor Unite.
- 16 noiembrie: S-a dat în folosință, experimental, primul tronson al magistralei 1 a metroului bucureștean între stațiile „Timpuri Noi" și „Semănătoarea" (8,63 km)
- 17 noiembrie: Criza ostaticilor din Iran: Liderul iranian, Ruhollah Khomeini, ordonă eliberarea a 13 ostatici ținuți prizonieri în sediul ambasadei americane din Teheran.
- 19 noiembrie: Începe Congresul al XII-lea al PCR, la care Constantin Pârvulescu, unul din fondatorii partidului, a protestat în plen față de cultul personalitații creat în jurul familiei Ceaușescu. Drept urmare, în aceeași noapte, Pârvulescu a fost evacuat din casa în care locuia.
- 21 noiembrie: După un anunț la radio fals al ayatolahului Khomeini care spunea că americanii au ocupat Moscheea Sfântă din Mecca, ambasada SUA din Islamabad, Pakistan este atacată.

### Decembrie
- 18 decembrie: Adunarea Generală a ONU adoptă Convenția ce apără femeia împotriva discriminării în domeniul politic, economic, social și cultural. România va ratifica Convenția la 7 ianuarie 1982.
- 19 decembrie: A fost inaugurat primul tronson al metroului din București, Semănătoarea – Timpuri Noi.
- 24 decembrie: URSS invadează Afghanistan.

## Arte, științe, literatură și filozofie
- 22 august: Led Zeppelin lansează albumul, In Through The Out Door.
- Emil Cioran publică Écartèlement (Sfârtecare).
- Eugen Ionescu publică Sub semnul întrebării (eseuri).
- Italo Calvino publică Dacă într-o noapte de iarnă un călător (experiment postmodern).

## Nașteri

### Ianuarie
- 1 ianuarie: Koichi Domoto, artist japonez
- 4 ianuarie: Fábio Bilica (n. Fábio Alves da Silva), fotbalist brazilian
- 4 ianuarie: Ioan Vieru, atlet român
- 6 ianuarie: Christina Chanée, cântăreață thailandeză
- 7 ianuarie: Christian Lindner, politician german
- 7 ianuarie: Ionica Munteanu, handbalistă română
- 8 ianuarie: Carlo Costly (Carlo Yaír Costly Molina), fotbalist din Honduras (atacant)
- 8 ianuarie: Adrian Mutu, fotbalist (atacant) și antrenor român
- 8 ianuarie: Stipe Pletikosa, fotbalist croat (portar)
- 8 ianuarie: Sarah Polley, actriță canadiană de film
- 9 ianuarie: Silvio Fernández, scrimer venezuelan
- 9 ianuarie: Dănuț Voicila, fotbalist român (atacant)
- 10 ianuarie: Anna Lesko, cântăreață română
- 12 ianuarie: John Galliquio, fotbalist peruan
- 12 ianuarie: Grzegorz Rasiak, fotbalist polonez (atacant)
- 15 ianuarie: Martin Petrov (Martin Petiov Petrov), fotbalist bulgar (atacant)
- 17 ianuarie: Olha Poleakova, cântăreață, actriță și prezentatoare ucraineană
- 18 ianuarie: Paulo Ferreira (Paulo Renato Rebocho Ferreira), fotbalist portughez
- 18 ianuarie: Leo Varadkar, om politic irlandez
- 19 ianuarie: Emanuel-Iuliu Havrici, politician român
- 19 ianuarie: Svetlana Horkina, sportivă rusă (gimnastică artistică)
- 20 ianuarie: Rob Bourdon (Robert Gregory Bourdon), muzician american (Linkin Park)
- 20 ianuarie: Sargis Galstyan, actor de teatru și film armean
- 20 ianuarie: Szidonia Vajda, jucătoare de șah româno-maghiară
- 21 ianuarie: Melendi (Ramón Melendi Espina), cantautor spaniol
- 24 ianuarie: Song Chang Ui, actor sud-coreean
- 26 ianuarie: Cătălin Munteanu, fotbalist român
- 27 ianuarie: Naoshi Nakamura, fotbalist japonez
- 27 ianuarie: Rosamund Pike, actriță britanică

### Februarie
- 1 februarie: Alexandru Conovaru, actor român
- 1 februarie: Rachelle Lefèvre, actriță canadiană
- 1 februarie: Ionela Loaieș, sportivă română (gimnastică artistică)
- 1 februarie: Juan Silveira dos Santos, fotbalist brazilian
- 3 februarie: Ransom Riggs, scriitor american
- 4 februarie: Giorgio Pantano, pilot italian de Formula 1 și IndyCar
- 5 februarie: Mirko Hrgović, fotbalist bosniac
- 5 februarie: Dan Vîlceanu, politician român
- 6 februarie: Dan Bălan, cântăreț din R. Moldova
- 8 februarie: Bitză (Mihai Biță), muzician român
- 8 februarie: Josh Keaton (Joshua Keaton), actor american
- 13 februarie: Rafael Márquez, fotbalist mexican
- 14 februarie: Wesley Moodie, jucător sud-african de tenis
- 14 februarie: Yuichiro Nagai, fotbalist japonez
- 16 februarie: Valentino Rossi, pilot italian de motociclism
- 16 februarie: Simone Vanni, scrimer italian
- 18 februarie: Michael Kauter, scrimer elvețian
- 19 februarie: Steve Cherundolo, fotbalist american
- 19 februarie: Vitas (Vitalii Graciov), cântăreț ucrainean
- 21 februarie: Jennifer Love Hewitt, actriță americană de film
- 22 februarie: Débora Falabella, actriță braziliană
- 23 februarie: Victor Comleonoc, fotbalist din R. Moldova
- 23 februarie: Ioana Joca, regizoare română de film
- 26 februarie: Radu Doicaru, fotbalist român
- 27 februarie: Kakha Kaladze, fotbalist georgian
- 28 februarie: Sébastien Bourdais, pilot francez de Formula 1 și IndyCar
- 28 februarie: Alexandru Golban, fotbalist din R. Moldova
- 28 februarie: Ivo Karlović, jucător croat de tenis
- 28 februarie: Andrii Nesmacinîi, fotbalist ucrainean

### Martie
- 1 martie: William Power, pilot australian Formula IndyCar
- 2 martie: Daniela Piedade, handbalistă braziliană
- 6 martie: Tim Howard, fotbalist american
- 7 martie: Desi Slava, cântăreață bulgară
- 7 martie: Răzvan-Ionuț Tănase, politician român
- 10 martie: Edi Gathegi, actor american
- 10 martie: Enrique Vera, fotbalist paraguayan
- 14 martie: Nicolas Anelka, fotbalist francez
- 14 martie: Pavel Volea, actor rus
- 16 martie: Édison Méndez, fotbalist ecuadorian
- 19 martie: Ivan Ljubičić, jucător de tenis croat
- 19 martie: Christos Patsatzoglou, fotbalist grec
- 20 martie: Alexandru Melenciuc, fotbalist din R. Moldova
- 20 martie: Silvia Navarro, handbalistă spaniolă
- 22 martie: Srđan Žakula, fotbalist sârb
- 26 martie: Nicolae Bănicioiu, politician român
- 26 martie: Juliana Paes, actriță braziliană
- 28 martie: Dănuț Coman, fotbalist român
- 29 martie: László Balint, fotbalist român de origine maghiară
- 29 martie: Pieter Merlier, fotbalist belgian
- 29 martie: Dorin Semeghin, fotbalist român
- 30 martie: Elinton Andrade, fotbalist brazilian
- 30 martie: Norah Jones (Geethali Norah Jones Shankar), cântăreață, compozitoare și pianistă americană
- 30 martie: Anatoli Tîmoșciuk, fotbalist ucrainean

### Aprilie
- 1 aprilie: Florin Dan, fotbalist român
- 2 aprilie: Grafite (Edinaldo Batista Libânio), fotbalist brazilian
- 4 aprilie: Heath Ledger, actor american de origine australiană (d. 2008)
- 4 aprilie: Natasha Lyonne, actriță americană
- 5 aprilie: Vlad Bontea, politician român
- 5 aprilie: Timo Hildebrand, fotbalist german
- 5 aprilie: Imany (Nadia Mladjao), cântăreață franceză
- 5 aprilie: Mitsuo Ogasawara, fotbalist japonez
- 8 aprilie: Alexi Laiho, chitarist, compozitor și cântăreț finlandez (d. 2020)
- 9 aprilie: Eduard Văluță, fotbalist din R. Moldova
- 10 aprilie: Sophie Michelle Ellis-Bextor, cântăreață, compozitoare și fotomodel britanică
- 10 aprilie: Elena Podkaminskaia, actriță rusă
- 11 aprilie: Diego Confalonieri, scrimer italian
- 11 aprilie: Sorin Ghionea, fotbalist român
- 12 aprilie: Mateja Kežman, fotbalist sârb (atacant)
- 12 aprilie: Sergio Pallissier, fotbalist italian (atacant)
- 14 aprilie: Edvan do Nascimento, fotbalist brazilian
- 15 aprilie: Florentin Gust-Băloșin, politician român
- 15 aprilie: Giureci-Slobodan Ghera, politician român
- 15 aprilie: Ferdinando Valencia, actor mexican
- 16 aprilie: Sixto Peralta, fotbalist argentinian
- 17 aprilie: Giusy Ferreri, cântăreață italiană
- 17 aprilie: Siddharth Narayan, actor indian
- 17 aprilie: Igor Negrescu, fotbalist din R. Moldova
- 18 aprilie: Anthony Davidson, pilot britanic de Formula 1
- 18 aprilie: Kourtney Kardashian, personalitate TV americană
- 18 aprilie: Matthew Upson, fotbalist britanic
- 19 aprilie: Kate Hudson, actriță americană
- 19 aprilie: Alexei Savinov, fotbalist din R. Moldova
- 20 aprilie: Victor Berco, fotbalist din R. Moldova
- 20 aprilie: Ludovic Magnin, fotbalist elvețian
- 21 aprilie: Tobias Linderoth, fotbalist suedez
- 25 aprilie: Laura Bach, actriță daneză
- 26 aprilie: Vasile Advahov, muzician din R. Moldova
- 27 aprilie: William Boyd, muzician american
- 27 aprilie: Jaime Junior, fotbalist brazilian
- 28 aprilie: Ciprian Prodan, fotbalist român
- 30 aprilie: Anca Badiu, cântăreață română

### Mai
- 3 mai: Marius Bercea, pictor român
- 3 mai: Genevieve Nnaji, actriță nigeriană, producătoare și director
- 4 mai: Réhahn Croquvieille, fotograf francez
- 5 mai: Aurelia Brădeanu, fotbalistă română
- 5 mai: Vincent Kartheiser, actor american
- 7 mai: Bogdan Pătrașcu, fotbalist român
- 8 mai: Laurențiu Ivan, fotbalist român
- 12 mai: David Hellebuyck, fotbalist francez
- 14 mai: Mickaël Landreau, fotbalist francez
- 15 mai: Ulrike Almut Sandig, scriitoare germană
- 17 mai: Jimmie Åkesson, politician suedez
- 17 mai: Ionuț Irimia, fotbalist român
- 18 mai: Mariusz Lewandowski, fotbalist polonez
- 18 mai: Alexander Nanau, regizor de film, producător și scenarist german, născut în România
- 18 mai: Milivoje Novaković, fotbalist sloven
- 19 mai: Diego Forlán, fotbalist uruguayan
- 19 mai: Andrea Pirlo, fotbalist italian
- 21 mai: Mamadou Bagayoko, fotbalist francez de origine maliană
- 21 mai: Hideo Hashimoto, fotbalist japonez
- 25 mai: Carlos Bocanegra, fotbalist american
- 25 mai: Martin Jiránek, fotbalist ceh
- 29 mai: Arne Friedrich, fotbalist german
- 29 mai: Brian Kendrick, wrestler american

### Iunie
- 1 iunie: António Semedo, fotbalist portughez
- 2 iunie: Ramona Fabian, cântăreață română (d. 2013)
- 2 iunie: Fernando (Fernando Miguel Fernández Escribano), fotbalist spaniol
- 3 iunie: Allen Coliban, politician și inginer IT român
- 3 iunie: Mato Neretljak, fotbalist croat
- 4 iunie: Adrian Neaga, fotbalist român
- 4 iunie: Naohiro Takahara, fotbalist japonez
- 5 iunie: David Bisbal, cântăreț spaniol
- 6 iunie: Roberto De Zerbi, fotbalist italian
- 7 iunie: Cosmin Tilincă, fotbalist român
- 7 iunie: Anna Torv, actriță australiană
- 8 iunie: Ashley Long, actriță porno engleză
- 11 iunie: Saša Bjelanović, fotbalist croat
- 12 iunie: Amandine Bourgeois, cântăreață franceză
- 12 iunie: Diego Milito, fotbalist argentinian
- 12 iunie: Gabriel Viglianti, fotbalist argentinian
- 14 iunie: Mihai Cristian Apostolache, politician român
- 14 iunie: Elena Neceaeva, scrimeră rusă
- 15 iunie: Gabriela Zoană, politiciană română
- 20 iunie: Masashi Motoyama, fotbalist japonez
- 21 iunie: Kostas Katsouranis, fotbalist grec
- 21 iunie: Chris Pratt, actor american
- 23 iunie: Terra Naomi, cântăreață americană
- 27 iunie: Fabrizio Miccoli, fotbalist italian
- 27 iunie: Alexandru Nyisztor, scrimer român
- 29 iunie: Artur Avila, matematician braziliano- francez
- 29 iunie: Uchechukwu Iheadindu, baschetbalist român de origine nigeriană
- 29 iunie: Tomoyuki Sakai, fotbalist japonez

### Iulie
- 5 iulie: Shane Filan, cântăreț irlandez
- 5 iulie: Amélie Mauresmo, jucătoare de tenis franceză
- 5 iulie: Stilian Petrov, fotbalist bulgar
- 7 iulie: Aleksei Selin, scrimer rus
- 8 iulie: André, cântăreț armean
- 9 iulie: Cristian Buturugă, fotbalist român
- 9 iulie: Koji Nakata, fotbalist japonez
- 11 iulie: Paolo Frangipane, fotbalist argentinian
- 12 iulie: Petra Hůlová, scriitoare cehă
- 13 iulie: Craig Bellamy, fotbalist britanic
- 15 iulie: Travis Fimmel, actor și fotomodel australian
- 15 iulie: Alexander Frei, fotbalist elvețian
- 18 iulie: Adam Birch, wrestler american
- 18 iulie: Cosmin Rațiu, rugbist român
- 19 iulie: Fahrudin Aličković, fotbalist sârb
- 19 iulie: Goran Mrakic, scriitor sârb
- 19 iulie: Luke Young, fotbalist englez
- 20 iulie: Miklos Feher, fotbalist maghiar (d. 2004)
- 20 iulie: Pepe (Ionuț Nicolae Pascu), cântăreț român
- 21 iulie: Andrei Voronin, fotbalist ucrainean
- 22 iulie: Puya (n. Dragoș Gărdescu), rapper român
- 23 iulie: Jivko Jelev, fotbalist bulgar
- 23 iulie: Sotirios Kyrgiakos, fotbalist grec
- 27 iulie: Sidney Govou, fotbalist francez
- 27 iulie: Shannon Moore, wrestler american
- 28 iulie: Hugo Alcântara, fotbalist brazilian
- 28 iulie: Daniel Potra, sportiv român (gimnastică)
- 31 iulie: Carlos Marchena, fotbalist spaniol

### August
- 2 august: Henry Antchouet, fotbalist gabonez
- 2 august: Ryuji Bando, fotbalist japonez
- 2 august: Hitoshi Sogahata, fotbalist japonez
- 3 august: Evangeline Lilly, actriță canadiană
- 3 august: Maria Haukaas Storeng, cântăreață norvegiană
- 7 august: Nenad Đorđević, fotbalist sârb
- 14 august: Rudi Stănescu, handbalist român
- 14 august: Rumiko Tani, cântăreață japoneză
- 19 august: Gintautas Paluckas, politician lituanian, prim-ministru al Lituaniei (decembrie 2024 - 4 august 2025)
- 20 august: Magda Pălimariu, prezentatoare TV
- 21 august: Talida Tolnai, handbalistă română
- 22 august: Natalia Barbu, cântăreață din R. Moldova
- 22 august: Leona Paraminski, actriță croată
- 24 august: Orlando Engelaar, fotbalist din Țările de Jos
- 24 august: Néné (Adriano Barbosa Miranda da Luz), fotbalist portughez
- 25 august: Marlon Harewood, fotbalist britanic
- 25 august: Hussain Al Jassmi, cântăreț din Emiratele Arabe Unite
- 26 august: Domnica Drumea, poetă română
- 26 august: Weligton (Weligton Robson Pena Oliveira), fotbalist brazilian
- 27 august: Adrian Senin, fotbalist român
- 30 august: Florin-Alexandru Alexe, politician român

### Septembrie
- 1 septembrie: Bobo Burlăcianu (Bogdan Marian Burlăcianu), cântăreț și compozitor român, membru fondator al formației Fără Zahăr
- 1 septembrie: Margherita Granbassi, scrimeră italiană
- 3 septembrie: Júlio César Soares Espíndola, fotbalist brazilian
- 4 septembrie: Mirela Țugurlan, sportivă română (gimnastică artistică)
- 5 septembrie: John Carew, fotbalist norvegian
- 6 septembrie: Massimo Maccarone, fotbalist italian (atacant)
- 8 septembrie: Marian Crișan, regizor român de film
- 8 septembrie: Pink (n. Alecia Beth Moore), cântăreață americană
- 11 septembrie: Éric Abidal, fotbalist francez
- 11 septembrie: Nicola Ascoli, fotbalist italian
- 14 septembrie: Ivica Olić, fotbalist croat
- 15 septembrie: Leonard Naidin, fotbalist român
- 15 septembrie: Ovidiu Raețchi, politician român
- 16 septembrie: Keisuke Tsuboi, fotbalist japonez
- 17 septembrie: Ana Moura, cântăreață portugheză
- 18 septembrie: Daniel Bălan, fotbalist român
- 18 septembrie: Junichi Inamoto, fotbalist japonez
- 20 septembrie: Ahn Jae Mo, actor sud-coreean
- 22 septembrie: Emilie Autumn (Emilie Autumn Fritzges), muziciană americană
- 22 septembrie: MyAnna Buring, actriță suedeză
- 22 septembrie: Michael Graziadei, actor american
- 22 septembrie: Vasile-Cristian Lungu, politician român
- 23 septembrie: Fábio Simplício, fotbalist brazilian
- 23 septembrie: Ionuț-Marian Stroe, politician român
- 24 septembrie: Fábio Aurélio, fotbalist brazilian
- 26 septembrie: Taavi Rõivas, politician estonian
- 27 septembrie: Zita Görög, actriță maghiară, model și prezentatoare TV
- 27 septembrie: Shinji Ono, fotbalist japonez

### Octombrie
- 1 octombrie: Florin Salam (n. Florin Stoian), cântăreț român
- 2 octombrie: Balázs Borbély, fotbalist slovac
- 2 octombrie: Nickolas Butler, romancier american
- 3 octombrie: John Hennigan, luptător de wrestling american
- 3 octombrie: Mihai-Răzvan Sturzu, politician român
- 5 octombrie: Atanas Bornosuzov, fotbalist bulgar
- 6 octombrie: Roxana Natalia Pațurcă, politiciană română
- 7 octombrie: Tang Wei, fotomodel și actriță chineză
- 9 octombrie: Bogdan Diaconu, politician român
- 9 octombrie: Brandon Routh, actor american
- 10 octombrie: Nicolás Massú, jucător de tenis chilian
- 11 octombrie: Bae Doona, actriță sud-coreeană
- 11 octombrie: Laura Nureldin (Laura Anca Mariam Nureldin), jurnalistă română de origine sudaneză
- 13 octombrie: Wesley Brown, fotbalist britanic
- 13 octombrie: Mamadou Niang, fotbalist senegalez
- 14 octombrie: Iulius Marian Firczak, politician român
- 14 octombrie: Marcus Paus, compozitor norvegian
- 19 octombrie: Hiromi Yanagihara, cântăreață japoneză (d. 1999)
- 22 octombrie: Doni (Doniéber Alexander Marangon), fotbalist brazilian
- 22 octombrie: Stefan Pfaffe, muzician german
- 26 octombrie: Nata Albot, jurnalistă din R. Moldova
- 28 octombrie: Dan Alexa, fotbalist român
- 29 octombrie: Fabrice Fernandes, fotbalist francez
- 29 octombrie: Alina Tecșor, jucătoare de tenis română
- 30 octombrie: Bogdan Buhuș, fotbalist român
- 31 octombrie: Simão Sabrosa, fotbalist portughez

### Noiembrie
- 2 noiembrie: Marián Čišovský, fotbalist slovac (d. 2020)
- 3 noiembrie: Pablo Aimar, fotbalist argentinian
- 3 noiembrie: Emilian Dolha, fotbalist român (portar)
- 3 noiembrie: Valentin Giani Necsulescu, fotbalist român
- 4 noiembrie: Dănuț Sabou, fotbalist român
- 7 noiembrie: Otep Shamaya, muziciană americană
- 10 noiembrie: Anthony Réveillère, fotbalist francez
- 11 noiembrie: Dana Grigorcea, scriitoare elvețiană de origine română
- 13 noiembrie: Riccardo Scamarcio, actor italian
- 14 noiembrie: Arman Karamian, fotbalist armean
- 14 noiembrie: Artavazd Karamian, fotbalist armean
- 14 noiembrie: Olga Kurylenko, actriță de film franco-ucraineană
- 17 noiembrie: Maya (Kim Young-sook), cântăreață sud-coreeană
- 18 noiembrie: Kvitrafn (Einar Selvik), muzician norvegian
- 18 noiembrie: Vittoria Puccini, actriță italiană
- 20 noiembrie: Bojana Popović, handbalistă muntenegreană
- 21 noiembrie: Vincenzo Iaquinta, fotbalist italian
- 23 noiembrie: Nihat Kahveci, fotbalist turc
- 26 noiembrie: Deborah Secco, actriță braziliană
- 27 noiembrie: Radoslav Kováč, fotbalist ceh
- 28 noiembrie: Emil Ioan Stef, fotbalist român
- 29 noiembrie: The Game (n. Jayceon Terrell Taylo), rapper și actor de film american

### Decembrie
- 1 decembrie: Shinji Murai, fotbalist japonez
- 4 decembrie: Silviu Dehelean, politician român
- 6 decembrie: Tim Cahill, fotbalist australian
- 6 decembrie: Aaron Cook, fotbalist britanic
- 6 decembrie: Viorel Frunză, fotbalist din R. Moldova
- 6 decembrie: Muhamed Lamine Jabula Sanó, fotbalist guineobissauan
- 7 decembrie: Jennifer Carpenter, actriță americană
- 10 decembrie: Alin Stoica, fotbalist român
- 13 decembrie: Luke Steele, muzician australian
- 14 decembrie: Jean-Alain Boumsong, fotbalist francez
- 14 decembrie: Michael Owen, fotbalist britanic
- 16 decembrie: Valeria Beșe, handbalistă română
- 16 decembrie: Mihai Trăistariu, cântăreț român
- 17 decembrie: Jaimee Foxworth, actriță americană
- 17 decembrie: Epaminonda Nicu, fotbalist român
- 18 decembrie: Ioan Gâțu, fotbalist român
- 22 decembrie: Naotake Hanyu, fotbalist japonez
- 22 decembrie: Stojan Ignatov, fotbalist macedonean
- 28 decembrie: James Blake, jucător de tenis american
- 28 decembrie: Noomi Rapace, actriță suedeză
- 30 decembrie: Vasile Avădanei, fotbalist român
- 30 decembrie: Boubacar Barry, fotbalist ivorian

### Nedatate
- Gabriel Apostol Iuruc, om de afaceri român

## Decese
- 5 ianuarie: Charles Mingus, 56 ani, compozitor american de jazz (n. 1922)
- 17 ianuarie: Virgil Fulicea, 71 ani, sculptor român (n. 1907)
- 26 ianuarie: Nelson Rockefeller (Nelson Aldrich Rockefeller), 70 ani, politician american (n. 1908)
- 27 ianuarie: Dmitri Blohințev, 71 ani, fizician rus (n. 1908)
- 7 februarie: Franz Buxbaum, 78 ani, botanist austriac (n. 1900)
- 7 februarie: Josef Mengele, 67 ani, medic și ofițer nazist german (n. 1911)
- 8 februarie: Alexandru A. Philippide, 78 ani, poet, prozator și traducător român (n. 1900)
- 17 februarie: Michel Loève, 72 ani, matematician franco-american (n. 1907)
- 24 februarie: Jan Otčenášek, 54 ani, scriitor ceh (n. 1924)
- 1 martie: Molla Mustafa Barzani, 75 ani, conducător naționalist kurd, președintele Partidului Democrat Kurd din Irak (n. 1903)
- 15 martie: Emilian Stanev (n. Nikola Stoianov Stanev), 72 ani, scriitor bulgar (n. 1907)
- 24 martie: Ștefan Mangoianu, 57 ani, compozitor român (n. 1922)
- 28 martie: Daniel Turcea, 33 ani, poet român (n. 1945)
- 5 aprilie: Evgheni Gabricevski, 85 ani, artist rus (n. 1893)
- 7 aprilie: Marcel Jouhandeau (aka Marcel Jouand), 90 ani, scriitor francez (n. 1888)
- 10 aprilie: Zoltán Várkonyi, 66 ani, regizor maghiar de film (n. 1912)
- 11 aprilie: Alexandru D. Rădulescu, 93 ani, medic român (n. 1886)
- 12 aprilie: Georges Bouligand (Georges Louis Bouligand), 89 ani, matematician francez (n. 1889)
- 15 aprilie: Friedrich-Wilhelm Hauck, 82 ani, general german (n. 1897)
- 15 aprilie: Leonard Mociulschi (n. Leonard Moczulski), 90 ani, general român de origine poloneză (n. 1889)
- 17 aprilie: Yukio Tsuda, 61 ani, fotbalist japonez (n. 1917)
- 18 aprilie: Seán Brosnan, 62 ani, politician irlandez (n. 1916)
- 23 aprilie: Gheorghe Ivancenco, 64 ani, pictor român (n. 1914)
- 27 aprilie: Gheorghe Vrănceanu, 79 ani, matematician român (n. 1900)
- 30 aprilie: Pantelimon Halippa, 95 ani, politician român (n. 1883)
- 2 mai: Giulio Natta, 76 ani, chimist italian (n. 1903)
- 3 mai: Adam Bălțatu, 90 ani, pictor român (n. 1889)
- 6 mai: Karl Wilhelm Reinmuth, 87 ani, astronom german (n. 1892)
- 8 mai: Rodica Suțu (Rodica Lucia Suțu), 66 ani, pianistă și compozitoare română (n. 1913)
- 10 mai: Louis Paul Boon, 67 ani, scriitor belgian (n. 1912)
- 10 mai: Ita Rina, 71 ani, actriță slovenă (n. 1907)
- 11 mai: Joan Chandler, 55 ani, actriță americană (n. 1923)
- 13 mai: Ileana Sărăroiu (n. Elena Sărăroiu), 42 ani, interpretă de muzică populară românească (n. 1936)
- 18 mai: Petre Abrudan, 71 ani, pictor român (n. 1907)
- 18 mai: Idrus, 57 ani, scriitor malaysian (n. 1921)
- 24 mai: Edmond Schmilovich (Eduard Smilovici), 57 ani, fotbalist israelian (n. 1921)
- 2 iunie: Coriolan Băran, 83 ani, avocat român, om politic, ministru, primar al Timișoarei (n. 1896)
- 10 iunie: Aurel Baranga (n. Aurel Leibovici), 65 ani, dramaturg și publicist român de origine evreiască (n. 1913)
- 11 iunie: John Wayne (n. Marion Robert Morrison), 72 ani, actor american (n. 1907)
- 16 iunie: Costache Antoniu, 79 ani, actor român (n. 1900)
- 16 iunie: Nicholas Ray (n. Raymond Nicholas Kienzle), 67 ani, regizor american (n. 1911)
- 19 iunie: László Passuth, 78 ani, scriitor maghiar (n. 1900)
- 19 iunie: Ivan Stranski, 82 ani, chimist bulgar (n. 1897)
- 22 iunie: Louis Chiron (Louis Alexandre Chiron), 79 ani, pilot de curse auto, monegasc (n. 1899)
- 24 iunie: István Örkény, 67 ani, scriitor și dramaturg maghiar (n. 1912)
- 25 iunie: Philippe Halsman, 73 ani, fotograf american (n. 1906)
- 6 iulie: George Lesnea (n. George Glod), 77 ani, poet și traducător român (n. 1902)
- 8 iulie: Sin-Itiro Tomonaga (Shinichirō Tomonaga), 73 ani, fizician japonez (n. 1906)
- 8 iulie: Robert Burns Woodward, 82 ani, chimist american (n. 1917)
- 13 iulie: Robert Speck, 70 ani, handbalist român (n. 1909)
- 15 iulie: Juana de Ibarbourou (aka Juana de América), 86 ani, scriitoare uruguayană (n. 1892)
- 21 iulie: Ludwig Renn, 90 ani, scriitor german (n. 1889)
- 22 iulie: Sándor Peter Kocsis, 49 ani, fotbalist (atacant) și antrenor maghiar (n. 1929)
- 28 iulie: Frederick Stafford, 51 ani, actor austriac de origine cehă (n. 1928)
- 30 iulie: Hans Fackelmann, 45 ani, arhitect român (n. 1933)
- 31 iulie: Ion Niculi, 92 ani, politician român (n. 1887)
- 6 august: Feodor Lynen (Feodor Felix Konrad Lynen), 68 ani, biochimist german (n. 1911)
- 10 august: Walther Gerlach, 90 ani, fizician german (n. 1889)
- 19 august: Joel Teitelbaum, 92 ani, rabin hasid, adept Satmar Hasidim, oponent la Zionism (n. 1887)
- 22 august: James T. Farrell (James Thomas Farrell), 75 ani, scriitor american (n. 1904)
- 26 august: Mika Waltari (Mika Toimi Waltari), 70 ani, scriitor finlandez (n. 1908)
- 30 august: Jean Seberg (Jean Dorothy Seberg), 40 ani, actriță americană (n. 1938)
- 8 septembrie: Hilda de Luxemburg (Hilda Sophie Marie Adélaïde Wilhelmine de Nassau-Weilburg), 82 ani, prințesă de Luxemburg (n. 1897)
- 10 septembrie: Ionel Băjescu-Oardă, 90 ani, actor român (n. 1889)
- 22 septembrie: Otto Robert Frisch, 74 ani, fizician austriac (n. 1904)
- 26 septembrie: Zhou Libo (Djou Li-Bo), 70 ani, scriitor chinez (n. 1908)
- 6 octombrie: Elizabeth Bishop, 68 ani, poetă americană (n. 1911)
- 12 octombrie: Iosif Fekete (aka Iosif Fekete Negrulea), 76 ani, sculptor român (n. 1903)
- 16 octombrie: Johan Borgen (Johan Collett Müller Borgen), 77 ani, scriitor norvegian (n. 1902)
- 25 octombrie: Gerald Templer (Gerald Walter Robert Templer), 81 ani, ofițer britanic (n. 1898)
- 29 octombrie: Tiki Fulwood (Ramon Fulwood), 35 ani, muzician american (n. 1944)
- 3 noiembrie: Jean Longnon (n. Jean Herluison), 92 ani, jurnalist francez (n. 1887)
- 4 noiembrie: Moni Ghelerter (Solomon Ghelerter), 74 ani, actor român (n. 1905)
- 5 noiembrie: Ion C. Vissarion, 72 ani, scriitor român (n. 1877)
- 6 noiembrie: Amedeo Nazzari (n. Amedeo Carlo Leone Buffa), 71 ani, actor italian (n. 1907)
- 9 noiembrie: Frank O'Connor (Charles Francis O'Connor), 82 ani, actor american (n. 1897)
- 17 noiembrie: Octavian Angheluță, 75 ani, pictor român (n. 1904)
- 17 noiembrie: John Glascock, 28 ani, muzician britanic (Jethro Tull), (n. 1951)
- 23 noiembrie: Merle Oberon (n. Estelle Merle O'Brien Thompson), 68 ani, actriță britanică (n. 1911)
- 4 decembrie: Walther Müller, 74 ani, fizician german (n. 1905)
- 5 decembrie: Lesley Selander, 79 ani, regizor american de film (n. 1900)
- 22 decembrie: Darryl F. Zanuck (Darryl Francis Zanuck), 77 ani, producător american de film (n. 1902)
- 23 decembrie: Ernest B. Schoedsack (Ernest Beaumont Schoedsack), 86 ani, regizor american de film (n. 1893)
- 26 decembrie: Edward Castle, Baron Castle, 72 ani, politician britanic (n. 1907)
- 30 decembrie: Richard Rodgers (Richard Charles Rodgers), 77 ani, compozitor american (n. 1902)

## Premii Nobel
- Fizică: Sheldon Lee Glashow, Steven Weinberg (SUA), Abdus Salam (India),
- Chimie: Herbert C. Brown (Marea Britanie), Georg Wittig (Germania)
- Medicină: Allan M. Cormack (Africa de Sud), Godfrey N. Hounsfield (Marea Britanie)
- Literatură: Odysseus Elytis (Grecia)
- Pace: Maica Tereza (Anjezë Gonxhe Bojaxhiu), (Albania)
- Economie: Theodore Schultz (UK) și William Arthur Lewis (St. Lucia)